# Marketing cultural
"Marketing cultural" é o conjunto de ações de marketing (estratégias) em que se utiliza a Cultura (conjunto de padrões de comportamento, crenças, conhecimentos, costumes etc. que distinguem um grupo social) para divulgar, projetar e/ou fixar a imagem, nome ou produto de uma organização, projeto ou marca. É aplicado por meio de estratégias de comunicação empresarial e governamental a um povo ou população por se associar a expressões e manifestações artísticas. Fomentar projetos culturais permite a troca de interesses: de um lado, o reconhecimento e do outro, a satisfação pessoal, de um grupo, de uma classe etc. Utilizar essas ações podem ser benéficas ao terem um retorno financeiro apoiada nas Leis de Incentivo Fiscal além da contribuição do reforço cultural para a sociedade.

## Histórico
“O Marketing Cultural surgiu em 1966, quando Rockfeller, em seu discurso ‘Cultura e Corporações’, afirmou que, quando uma empresa investe em cultura, ela esta beneficiando a si mesma” 
No Brasil, o marketing cultural teve início na década de 90 e desde então vem ganhando cada vez mais força, pois apresenta soluções relativamente baratas e ainda consegue atingir exigências de mercado como a diferenciação da marca, diferenciação do mix de comunicação para seu público e a inserção na sociedade como uma empresa responsável socialmente. Segundo Candido Jose Mendes o Marketing Cultural é um mecanismo muito recente, talvez até mais que o marketing esportivo e ecológico.
Segundo Roberto Muylaert (2001) o "Marketing Cultural é o conjunto de ações de marketing utilizadas no desenvolvimento de um projeto cultural". Por isso o marketing cultural é uma ferramenta de comunicação seguras para que a empresa associada ao evento tenha reforço na imagem desejada.
Para Costa (2004) o marketing cultural pode ser entendido como o patrocínio de atividades culturais por empresas cujo produto ou serviço último não é um produto cultural.
O marketing cultural é um braço do marketing social, leccionado em escolas de relações públicas e em cursos de Marketing.

## Marketing e Relações Públicas
Hoje já se pode dizer que as barreiras das Relações Públicas e do Marketing foram quebradas, devido à enormidade de autores que tratam destes assuntos e colocam estas duas vertentes da comunicação como aliadas.
O autor Philip Kotler que trata do Marketing em seus livros, diz que, as Relações Públicas e o Marketing estão diretamente ligados, já que a função de ambas visam a “divulgação, promoção de produtos ou serviços”, auxiliando para que se construa uma imagem positiva da empresa, produto ou serviço.

## Leis de Incentivo Fiscal
As leis de incentivo, tanto em nível federal, estadual, como municipal, servem para que através de renúncia fiscal, tanto pessoas físicas quanto jurídicas, com ou sem fins lucrativos, ou entidades públicas da administração indireta, como autarquias, fundações e institutos, desde que de natureza cultural, possam vir a beneficiar seus projetos culturais, estabelecidos dentro dos segmentos que a lei oferece, tais como: artes cênicas; livros de valor artístico, literário ou humanístico; música erudita ou instrumental; circulação de exposição de artes visuais; doação de acervos para as bibliotecas, museus, arquivos e cinematecas públicas; bem como treinamento de pessoal e aquisição de equipamento para manutenção desses acervos; produção cinematográfica, videográfica de curtas e médias metragem e preservação e difusão de acervos áudio visual ou de preservação cultural material e imaterial. Dessa forma as leis são um meio facilitador e motivador aos investidores em ações culturais.
A primeira experiência de incentivo fiscal à cultura com a lei Sarney, em 1986 que durou até 1990, ano este que foi marcado por fraudes que geraram em torno de R$ 450 milhões.
A Lei Rouanet foi criada pelo embaixador e doutor em ciência política Sérgio Paulo Rouanet em 1991, quando ele ocupava a Secretaria da Cultura (pasta correspondente ao atual Ministério da Cultura) no governo Fernando Collor de Mello (1990-1992). O que difere da lei Sarney, é que esta última possui um rigor formal no cadastramento do projeto, análise de mérito e prestação de contas.